# Tizzano Val Parma
Tizzano Val Parma là một đô thị ở tỉnh Parma ở vùng Emilia-Romagna, tọa lạc cách khoảng 90 km về phía tây của Bologna và khoảng 35 km về phía tây nam của Parma. 

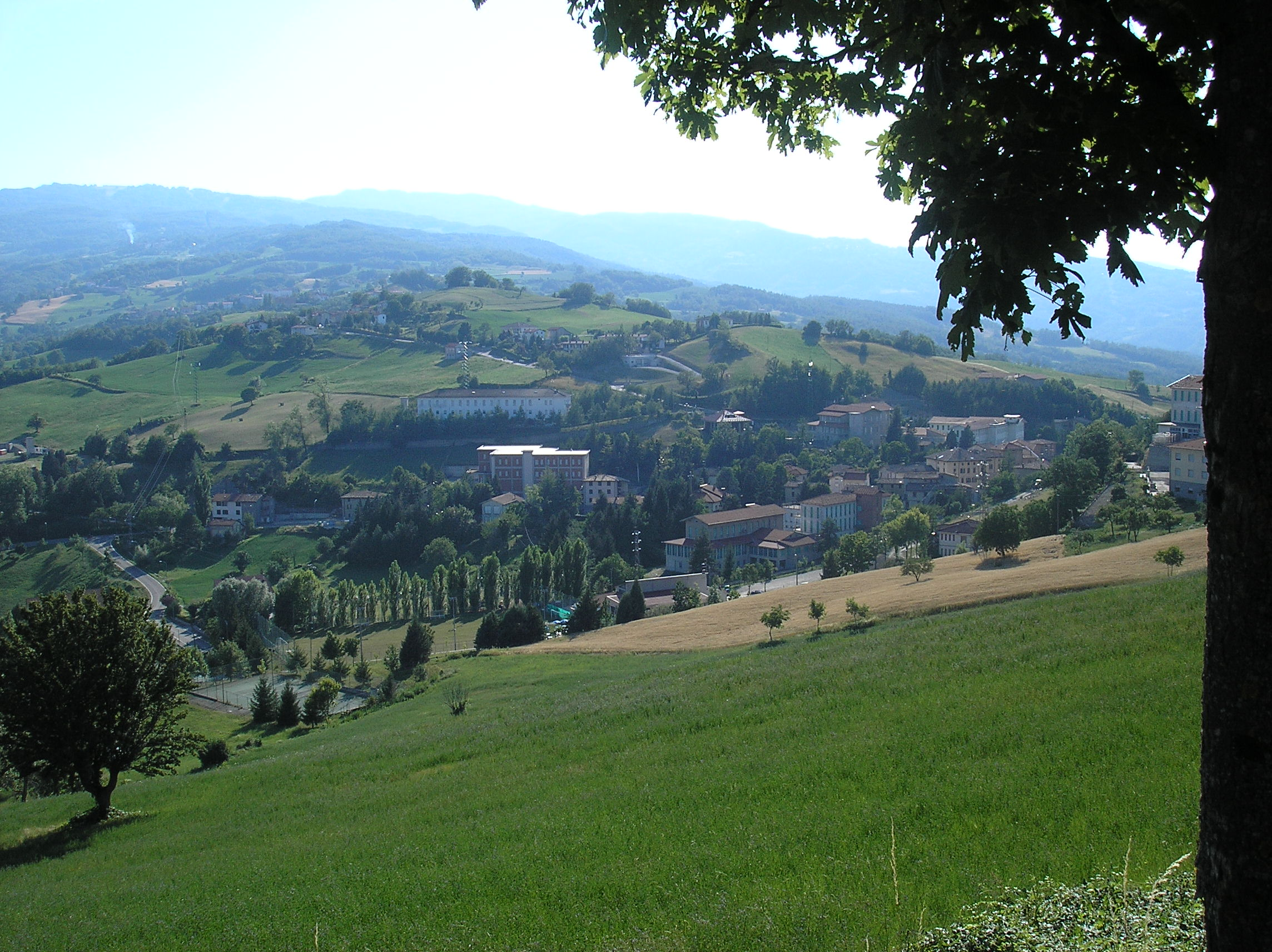
Các frazione của Lagrimone từ Moragnano.

Tizzano Val Parma tiếp giáp các đô thị sau đây: Corniglio, Langhirano, Neviano degli Arduini, Palanzano.